# Vittnesanonymitet
Vittnesanonymitet är det rättsliga förfarandet när vittnen är anonyma inför den tilltalade under en rättegång. 
Det kan vara som en del av landets vittnesskydd.[källa behövs]
Den dominerande hållningen i västvärldens rättssystem har varit att det är en grundläggande del av en rättvis rättegång för en åtalad att få konfronteras med den som åtalar. Detta då anonymitet antas kraftigt begränsa möjligheterna till korsförhör från den tilltalades sida. I USA uttrycks denna i form av the right of confrontation i konstitutionens sjätte tillägg. Principen har främst ifrågasatts i form av skriftliga vittnesutsagor eller indirekta vittnesmål från sedermera avlidna vittnen, och huruvida dessa borde få presenteras som bevisning.[källa behövs]

## Historik
Förfarandet har varit i och ur bruk sedan antiken.[källa behövs]
Rätten att se den som anklagar citeras i Shakespeares Richard II och i William Blackstones texter. Den förekommer i angloamerikansk rätt, för att skydda rätten till korsförhör, och i romersk rätt. Den romerske kejsaren Trajanus förbjöd anonyma anklagelser[källa behövs] medan det däremot användes under inkvisitionen.
I den amerikanska rättighetsförklaringen Bill of Rights finns en "Confrontation Clause" i det sjätte tillägget som ger tilltalade rätt att konfrontera de som vittnar emot dem. USA:s högsta domstol har citerat Apostlagärningarna 25:16.
2008 godkändes vittnesanonymitet i Storbritannien med Criminal Evidence (Witness Anonymity) Act 2008, och dylika lagändringar har införts och diskuterats i andra EU-länder med stöd av Europakonventionens skrivning om skydda vittnen, i syfte att komma åt den organiserade brottsligheten och vid folkrätts- och  krigsbrott.
Europadomstolen tillåter anonyma vittnen om det föreligger särskilda skäl och den åtalades rättssäkerhet ändå kan tillgodoses.

## Argument för och emot
De som förespråkar användande av anonyma vittnen menar att det skulle bli lättare att få vittnen att berätta.
Motargumentet är att det blir svårt att motivera hur ett sådant system skall kvalitetssäkras och tillgodose grundläggande krav för den enskildes rättssäkerhet, och att implementering av anonyma vittnen i den svenska rättsordningen vore ännu svårare att motivera än ett system med kronvittnen.:43

## I Danmark
I Danmark får anonyma vittnen användas vi allvarliga våldsbrott. Enligt chefen för brottsförebyggande enheten Albertslund riskerar det att urholka rättssäkerheten, att det är en svår balansgång och att anonyma vittnen helst ska undvikas.

## I Sverige
En undersökning av SVT genomförd 2012 indikerade att stödet för ett system med vittnesanonymitet i Sverige var lågt bland jurister verksamma i rättssystemet, där endast 35% av åklagarna, 15% av domarna och 9% av advokater och målsägandebiträden stödde ett sådant system.